# Leucauge leprosa
Leucauge leprosa là một loài nhện trong họ Tetragnathidae.
Loài này thuộc chi Leucauge. Leucauge leprosa được miêu tả năm 1895 bởi Thorell.